# Этническая история Боснии и Герцеговины
Этногенез населения Боснии и Герцеговины — этническое происхождение населения Боснии и Герцеговины.

## История

### Древнейшее население

Иллирийские племена в древности

Древнейшим населением Боснии и Герцеговины были неандертальцы, которые проживали здесь в раннем палеолите. Им на смену пришёл человек разумный. Неолитическая Бутмирская культура оставила после себя скульптуры людей с изображением различных черт, одни из которых присущи негроидной расе, другие арменоидной, а третьи — альпийской. С приходом индоевропейцев (среди которых были и иллирийцы) около 4000 лет назад неолитические люди, не готовые воевать, были вытеснены и в короткий срок полностью истреблены. Об этом свидетельствуют обнаруженные в Боснии и Герцеговине археологические остатки разрушенных и сожжённых неолитических домов и поселений, разбитые кости людей.
Иллирийцы были первым населением Боснии и Герцеговины, чьё имя дошло до нашего времени. В течение около 2000 лет они компактно проживали на территории современной страны, пока в VII веке в эти земли не пришли славяне. Иллирийцы были воинами, чей политический и экономический взлёт пришёлся на железный век. При этом территория Боснии и Герцеговины занимала центральную область их расселения, они создали политическое образование Иллирийское королевство, которое было покорено древнеримскими легионами во II веке до н. э. Завоевание территории Боснии и Герцеговины римлянами в значительной мере изменило этническую карту страны. Вместе с римскими солдатами, которые были выходцами из разных провинций огромного Римского государства, сюда пришли торговцы, чиновники, ремесленники и рабы. Среди них были италики, греки, галлы, германцы, иранцы и другие народы. Иллирийцы, тем временем, продолжали жить преимущественно в сельской местности, романизация их коснулась слабо. Один из центров иллирийцев располагался на плоскогорье Гласинац в районе Сараева (археологически гласинацкая культура). Согласно древнеримскому историку Аппиану на территории античной Боснии проживало иллирийское племя по имени посены (возможно, искажённое от босены). Вторжение кельтов на Балканы в IV веке до н. э. привело к военным столкновениям и значительным миграциям иллирийцев на территории Боснии.

### Славянская колонизация

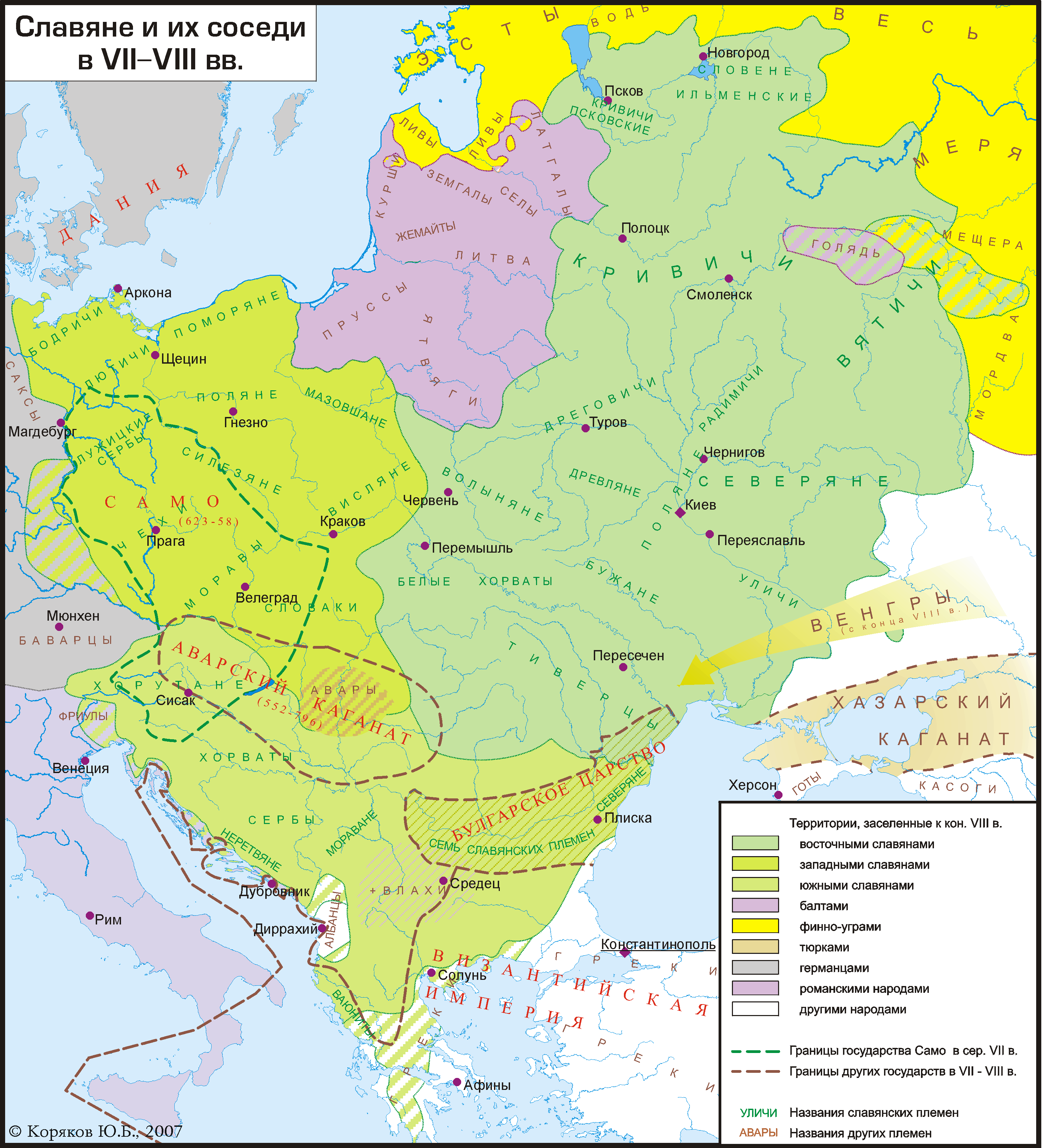
Славяне VII—VIII веков по советским источникам

Во время Великого переселения народов территорию Боснии и Герцеговины опустошали вестготы, остготы, авары и славяне. Объектом их добычи становились в основном города. Вопрос заселения страны славянами является неоднозначным. Хорватские историки утверждают, что Боснию заселили хорваты. Сербские историки, опираясь на византийских и франкских авторов и хронистов, доказывали, что территории Боснии заселили сербы. По данным византийского императора Константина Багрянородного, в 1-й половине VII века на Балканы пришли сербы, заселившие части современных Сербии, Боснии и Хорватии. Схожей точки зрения придерживаются российские историки, которые указывают, что восточная Босния стала местом зарождения Сербского княжества. Иллирийцы были ассимилированы славянами или мигрировали в горные районы, где продолжали жить под именем влахов.
Современный боснийский историк Э. Имамович утверждает, что славяне обошли территорию Боснии и Герцеговины стороной. Славянские завоеватели в этой горной стране встретили сопротивление местного населения. Данные археологии свидетельствуют о незначительном количестве следов пребывания славян (жилища, погребения, оружие и прочее) в Боснии и Герцеговине, по сравнению с соседними странами. Большинство этих находок относится к периферийным районам страны: рекам Дрине, Саве и побережью Адриатического моря. Некоторым группам славян удалось проникнуть в глубь страны, однако новые поселенцы оказались каплей в море по сравнению с коренным иллирийским населением. Однако, со временем проникновение славян усиливалось и в X веке население Боснии, окружённое славянскими государствами, говорило уже на славянском языке и носило славянские имена.

### Боснийская народность

Расширение Боснии в XII—XIV вв.

В период существования Дуклянского государства население Боснии составляло единую древнесербскую раннефеодальную народность. На рубеже XII—XIII веков с появлением сербского государства Неманичей и укреплением Боснийского государства произошёл переход к народностям в рамках двух государств. Византийский историк XII века Иоанн Киннам отмечал, что народ Боснии, отделённой от остальной Сербии рекой Дриной, «имеет особый образ жизни и управления». Будущий патриарх Константинопольский Михаил Анхиальский ставил «боснийца» наравне с «хорватом». Византийское обозначение населения Сербии и Боснии сходно с западноевропейскими и венгерскими источниками на латыни. Летопись попа Дуклянина XII века помимо «рашан» — населения Рашки, «народа Травунии» упоминает и «боснийцев». Население Боснии времён Матвея Нинослава в первой половине XIII века в грамотах бана именовалось «сербами» (церк. -сл. срьблинь). Дубровницкие документы с конца XIII века при упоминании боснийских рабов говорят лишь, что они «из Боснии». В 1326 году Неманичи окончательно потеряли Хум — будущую Герцеговину, который вошёл в состав Боснийского государства. В этой области проживало значительное количество влахов. В это время при бане Степане Котроманиче усилиями банской канцелярии был введён новый этноним — «бошняни» (боснийцы). В то же время ещё применялось старое «сербское» обозначение этнической принадлежности: так, грамоты бана 1333 года были названы «сербскими», в отличие от их копий на латинском языке.
Согласно разным точкам зрения в историографии, Босния в Средние века была землёй сербов или хорватов. Согласно историку Э. Имамовичу, численность населения сербов и хорватов в средневековой Боснии была сопоставима с численностью населения боснийцев в Сербии и Хорватии: особенно часто границу пересекали скотоводы этих стран. Памятники Средневековья свидетельствуют о существовании боснийского народа (лат. Natio bosnensis), название которого было производно от названия страны. Сербы в большом количестве проживали в Хумской земле, которая со второй половины XII века до 1325 года входила в состав Сербского королевства. В Стоне, главном городе Хума, находилось епископство Сербской православной церкви, которое прекратило существование после присоединения области к Боснии. В южной части Боснийского государства проживало много скотоводов-влахов.

### Иностранные колонисты в Средние века
Дубровник для средневековой Боснии был своеобразными воротами во внешний мир, через который велась внешняя торговля страны. В крупных селениях существовали колонии дубровчан. В них действовало самоуправление с консулом и канцелярией, функционировал свой суд. В Зворнике между 1415 и 1431 годом проживало 640 граждан Дубровника. Другими крупными колониями были города Високо, Сребреница. Многие дубровчане жили в Боснии на протяжении нескольких десятилетий. Препятствием для укоренения их в местной среде являлась религия: дубровчане были католиками, в то время как боснийское население в основном придерживалось вероучения Боснийской церкви.
«Саксы» (сербохорв. Sasi) — так называли в Боснии немецких горняков, прибывавших из Германии по призыву боснийских правителей с XIV века. Известны в Боснии с 1365 года. Немецкие колонисты в большом количестве проживали в городах Фойнице, Сребренице и Остружнице. На других рудниках Боснии немцы не упоминаются, что может свидетельствовать об их малочисленности. Многие из них здесь остались и со временем растворились в местном населении. Кроме дубровчан и немцев в дотурецкой Боснии в меньшем количестве проживали венецианцы, флорентийцы, а также греки, турки и другие народы. С приходом турок в XV веке в Боснии в большом количестве появились цыгане. Так, в документе 1442 года упоминается торговец в Сребренице по имени Радойко Цыганин. Евреи впервые пришли в Боснию в XVI веке.

### Австро-венгерская колонизация
Присоединение Боснии и Герцеговины к Австро-Венгрии вызвало новые миграции населения. Из империи в Боснии и Герцеговине поселились чиновники, военные, торговцы, ремесленники, крестьяне. Немецкими колонистами из Германии в районе Баня-Луке были основаны сёла Кёнигсфельд (ныне Дубраве), Рудольфстхаль (Александровац), Виндхорст (Нова-Топола) и другие; в районе Биелины — село Франц-Йозефсфельд. В период между 1890 и 1905 годом в страну переселилось много чехов, словаков, итальянцев, украинцев, русинов и поляков, которые поселились в районе Баня-Луки, Козарска-Дубицы, Дервенты и Нови-Града. В период с 1878 по 1885 год в страну переселилось 27 438 иностранцев, до 1895 года — 70 848, до 1910 года — 114 591 (или 6,04 % всего населения Боснии и Герцеговины). Большинство переселенцев были католиками, в том числе хорваты, австрийцы, словенцы, венгры, чехи и поляки.

## Происхождение босняков
Завоевание Боснии турками привело к новому перемещению населения и увеличению численности населения Герцеговины за счёт оседавших здесь беженцев. В некоторых районах Боснии проживало значительное количество скотоводов-влахов, которые преобладали в горных районах Герцеговины. Со временем влахи слились с райей.

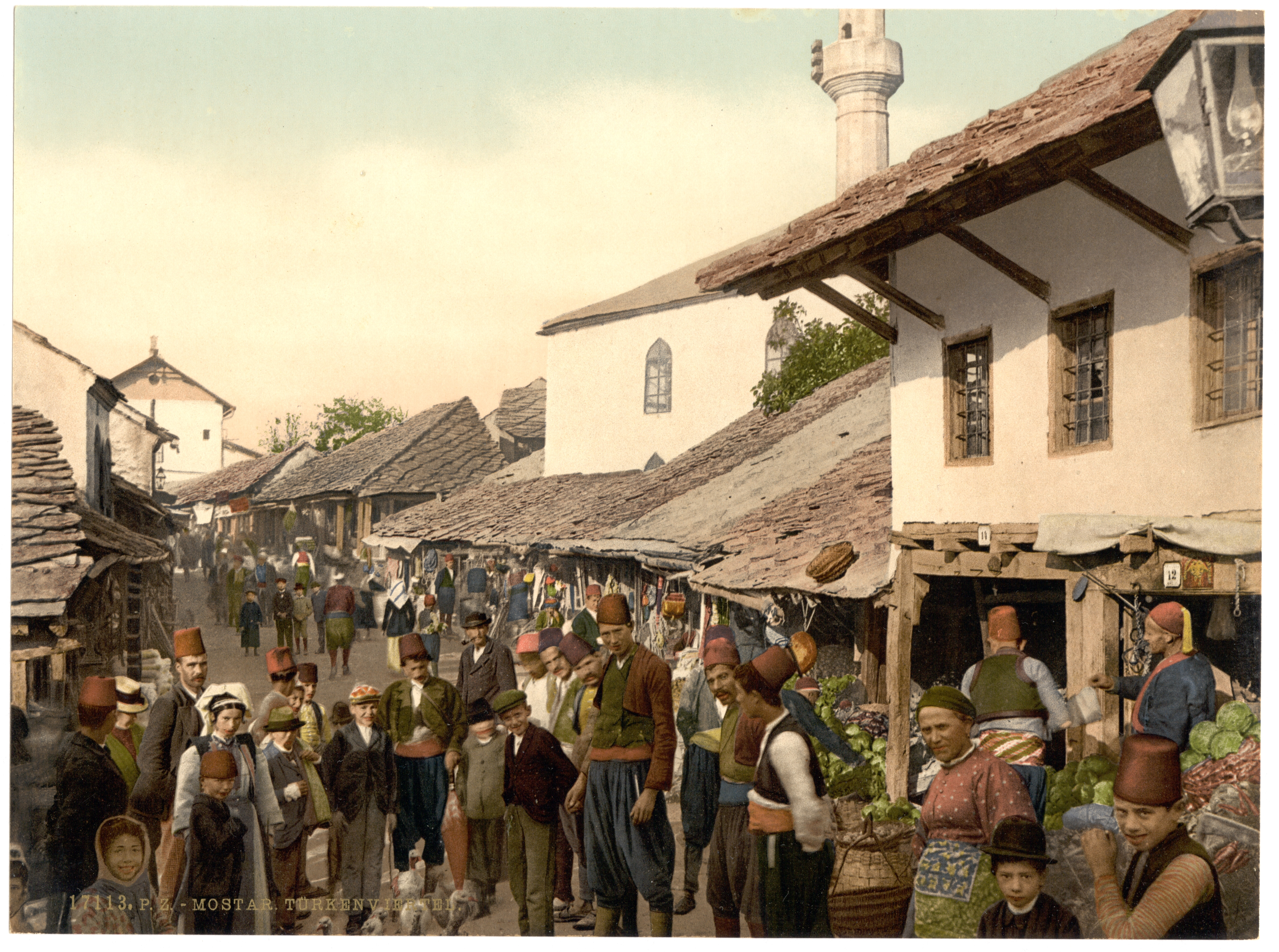
Турецкий квартал в Мостаре, конец XIX века

На протяжении всего многовекового владычества турок в завоёванные ими земли из Турции переселялись мусульмане, в том числе османские турки, курды, арабы, кавказцы. Многие из них, в особенности чиновники и военные, с получением земельных наделов становились помещиками-спахиями. Больше всего их оседало в городах Боснии, особенно в Сараеве, Травнике, Мостаре и Баня-Луке. Растворяясь в среде местного населения, пришельцы привносили в местный говор многочисленные турцизмы, утверждали свои обычаи. В периоды, когда Османская империя теряла ранее завоёванные земли в Европе, мусульманское население этих земель переселялось в турецкую Боснию: первая большая волна переселения произошла в конце XVII века, в основном из района Которского залива (в 1687 году), Далмации (в 1648, 1699 годах), Славонии (в 1699 году) и Лики (в 1689, 1699, 1791 годах), Венгрии (в 1699 году). Из Сербии переселение мусульман в Боснию происходило в период национально-освободительного движения в этой провинции Османской империи в 1804, 1809, 1834, 1862—1864 годах. Так, в 1863 году из Сербии в Боснию мигрировало 20 тысяч мусульман. В пограничных районах Боснии, особенно в Боснийской Краине, по рекам Саве, Дрине и Уне, численность мусульман увеличилась. Сараево было центром переселенцев-мусульман со всей Боснии. Последняя волна переселения произошла в 1878 году: из Никшича и Колашина. После присоединения Боснии к Австро-Венгрии мусульмане в массовом порядке переселялись в Турцию.
В период турецкого владычества мусульмане Боснии называли себя турками (так они называли себя и в народных песнях), так называли их и христиане. В XIX веке мусульмане воспринимали себя отдельной этнической общностью, называя себя босняками. Хорватский автор после посещения Боснии в 1839 году отмечал: «В Боснии христиане не смеют называть себя босняками: говоря босняки, мусульмане имеют в виду себя, а христиане — только боснийская райя или влахи». Но этот этноним не закрепился, при австрийцах они называли себя «мусульманами». В 1970-е годы боснийские мусульмане под названием «мусульмане» (сербохорв. Muslimani) были признаны народом. С 1993 года используют самоназвание «босняки».